# Sélestat
Sélestat (en alemán: Schlettstadt) es una localidad y comuna francesa, situada en el departamento de Bajo Rin, del que es una de sus subprefecturas, en la región de Alsacia.

## Geografía

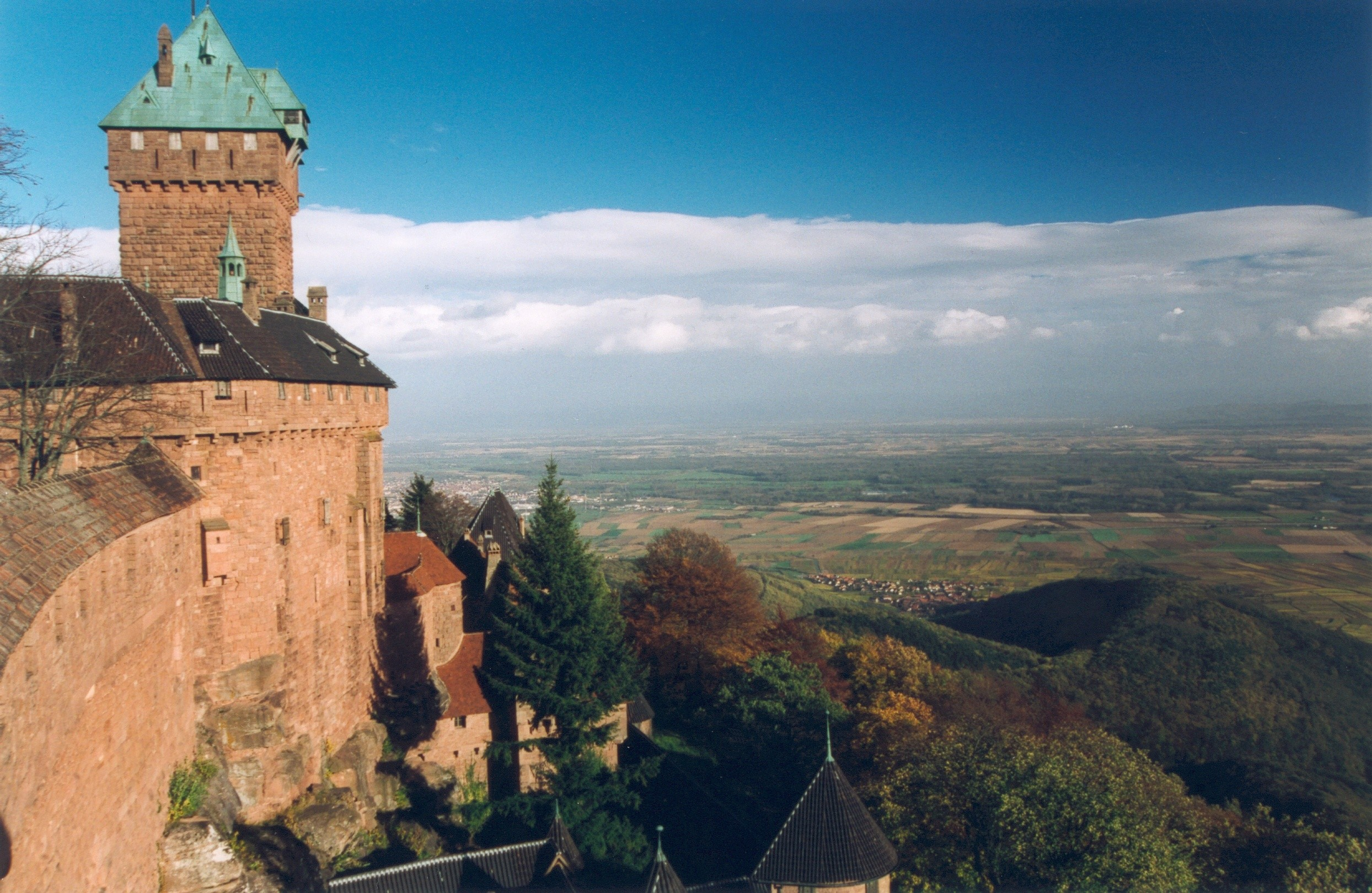
Vista de la Planicie de Alsacia y del municipio de Sélestat, bajo la torre a la izquierda, desde el castillo de Haut-Koenigsbourg.

El municipio de Sélestat ocupa una posición central en Alsacia: 22 km al norte de Colmar, capital administrativa de Alto Rin, y 47 km al sur de Estrasburgo. La frontera con Alemania se encuentra a unos 20 km hacia el este, mientras que a 43 km al oeste se halla la ciudad lorenesa de Saint-Dié-des-Vosges, con la que está comunicada por el túnel “Maurice-Lemaire” o túnel de Sainte Marie-aux-Mines.
Situada en las márgenes del río Ill, se encuentra próxima a la cordillera de los Vosgos pero sobre un relieve regular, el de la planicie de Alsacia, entre 165 y 184 m sobre el nivel del mar. El monte del castillo de Haut-Koenigsbourg se localiza a 10 km al este de Sélestat, desde el cual se pueden observar unas vistas privilegiadas del entorno de la población.
Sus habitantes reciben el gentilicio en francés de Sélestadiens.

## Demografía
| 6 907 | 7 464 | 8 068 | 9 070 | 8 634 | 9 700 | 9 844 | 10 365 | 9 950 | 10 184 | 10 040 | 9 307 | 9 088 | 8 979 | 9 172 | 9 418 | 9 304 | 9 336 | 9 699 | 10 604 | 9 943 | 10 165 | 10 959 | 11 363 | 10 722 | 11 705 | 13 818 | 14 635 | 15 248 | 15 112 | 15 538 | 17 179 | 19 303 |
| Para los censos de 1962 a 1999 la población legal corresponde a la población sin duplicidades (Fuente: INSEE [Consultar]) |       |       |       |       |       |       |        |       |        |        |       |       |       |       |       |       |       |       |        |       |        |        |        |        |        |        |        |        |        |        |        |        |

## Historia
Según una tradición, la villa fue fundada por un gigante llamado Sletto, de quien deriva el nombre alemán de Schlettstadt, leyenda que refleja de manera metafórica la existencia desde el Neolítico de un asentamiento humano. Del 735 se conserva una mención en un documento testamental y hace referencia a su dependencia de Kintzheim. A partir del siglo XI, la villa se desarrolla rápidamente cuando la condesa Hildegarda de Buren, madre del primero de los Hohenstaufen y abuela por tanto del emperador Federico Barbarroja, fundó una iglesia diseñada según el modelo del Santo Sepulcro en 1087. Hildegarda encargó a monjes provenientes de la abadía de Conques en el condado de Rouergue, donde veneraban a Santa Foy, el cuidado de la nueva fundación y de la villa. Federico II de Hohenstaufen concedió el título de ciudad libre imperial a Schlettstadt en 1217.

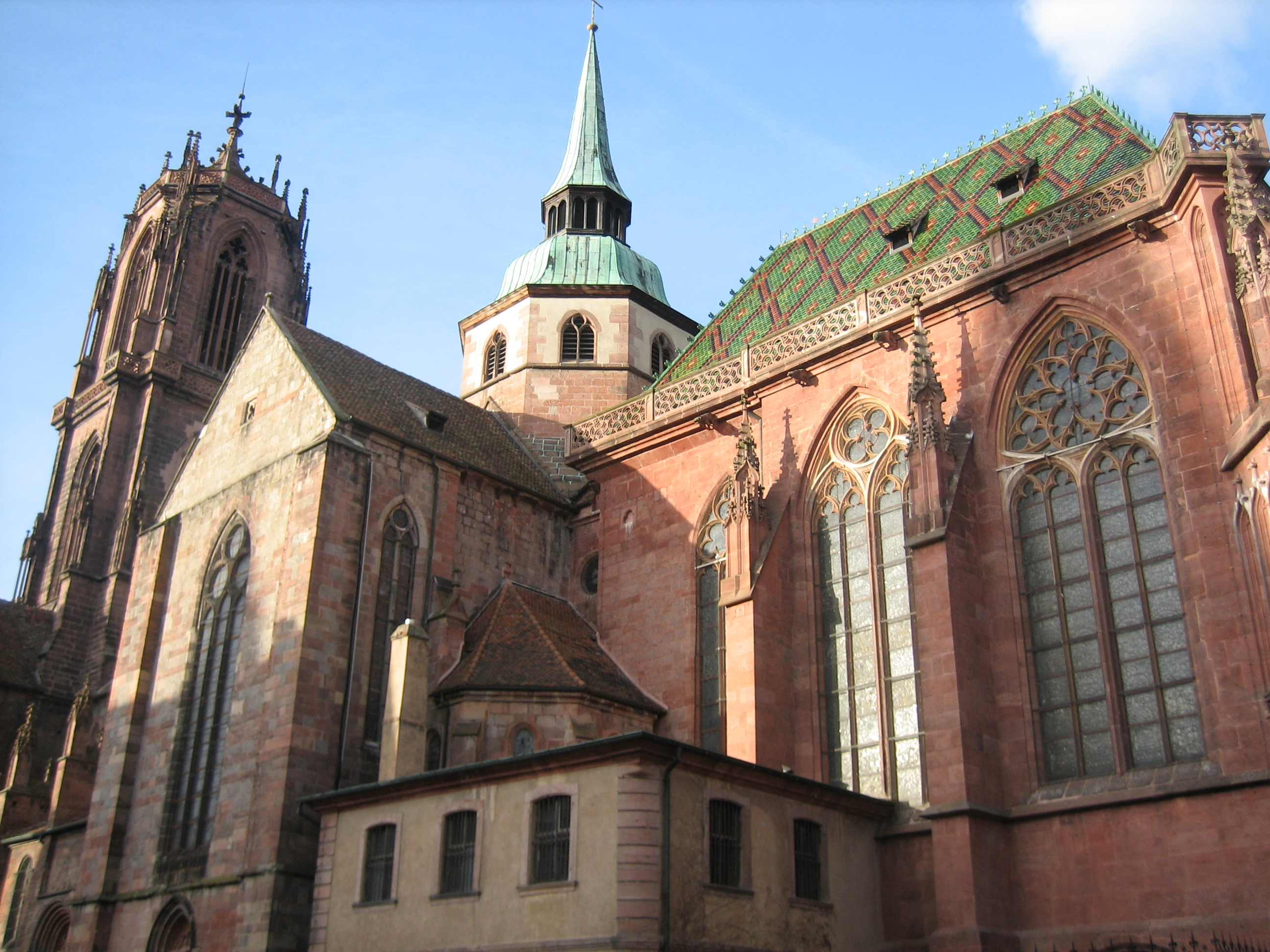
Frontispicio de la iglesia de Saint-Georges, de estilo gótico (1220-1500).

A partir de entonces y gracias al impulso de la emergente clase burguesa enriquecida por el comercio, la villa conoce un periodo de expansión, construyéndose la iglesia de Saint-Georges de Schlettstadt, en estilo gótico, entre 1220 y 1500. La próspera Schlettstadt es miembro de la Decápolis Alsaciana, la alianza de las diez ciudades imperiales más importantes del valle del alto Rin, de 1354 a 1679.
De Schlettstadt proviene la mención más antigua que se conserva de la tradición del árbol de Navidad, en un documento contable del 21 de diciembre de 1521, que se exhibe en la Biblioteca Humanista.
Con el Renacimiento, la ciudad alcanza su apogeo, y el prestigio de su Escuela la convierte en uno de los centros de difusión del humanismo en la Europa de los siglos XV y XVI. Sin embargo, el conflicto social que estalló con la guerra de los campesinos alemanes y el religioso de la guerra de los Treinta Años, en la que sufrió el sitio durante un mes de los suecos, que la ocupan el 12 de diciembre de 1632, lleva a su decadencia. Derrotados en Nordlingen abandonan la ciudad a sus aliados franceses, que la ocupan el 23 de octubre de 1634. Estos destruyen las murallas en 1673. Mediante el Tratado de Nimega, pasa definitivamente a poder francés. En 1680 será fortificada según los trabajos de Vauban por orden de Luis XIV, convirtiéndose en una guarnición militar. Entre el 5 de enero y el 16 de abril de 1814 y de nuevo en 1815 padeció nuevos sitios, esta vez por las fuerzas aliadas contra Napoleón I, y nuevamente en 1870, por el ejército prusiano durante la Guerra Franco-prusiana.
Incorporada al Reichsland de Alsacia-Lorena, Schlettstadt pasó a la soberanía francesa tras la Primera Guerra Mundial y en 1920 adoptó el nombre de Sélestat. Durante la Segunda Guerra Mundial, Sélestat fue escenario de combates por su dominio entre el ejército de los Estados Unidos y la Wehrmacht a partir del 2 de diciembre de 1944. Sin embargo, atrincherados en algunos barrios de la ciudad, los alemanes resistieron hasta su definitiva expulsión en febrero de 1945.
La posguerra estuvo marcada por la reconstrucción de la ciudad bajo el impulso de los alcaldes Joseph Klein, Albert Ehm y Maurice Kubler, quien en 1966 simbolizó, mediante el acta de hermanamiento con la villa de Waldkirch, uno de los episodios de la reconciliación franco-alemana.
Durante los años 1990, la ciudad alcanza renombre nacional gracias a las victorias de su equipo de balonmano, el Sélestat Alsace HB.

## Hermanamientos
- Charleroi (Bélgica, desde 1959);
- Waldkirch (Alemania, desde 1966);
- Grenchen (Suiza, desde 1988);
- Dornbirn (Austria, desde 2006).